# Treme Treme
Treme Treme é uma sitcom brasileira exibida pelo canal por assinatura Multishow, e estrelada por Fernando Caruso, Gustavo Mendes e Márcia Cabrita – durante as duas primeiras temporadas, sendo substituída por Patrícya Travassos a partir da terceira após seu falecimento. Baseados em esquetes humorísticas, os episódios se passam na portaria do Treme Treme, um edifício comercial e residencial de São Paulo. A segunda temporada da atração foi exibida em abril de 2017 e a terceira foi exibido junho de 2018.

## Produção

### 1ª temporada
A 1ª temporada de Treme Treme estreou no dia 1º de novembro de 2015 no Multishow e foi dividida em duas partes. Os primeiros nove episódios foram exibidos todo domingo, às 23 horas. A temporada sofreu uma pausa e retornou no dia 25 de maio, com mais 11 episódios , exibidos segundas, quartas, quintas e sextas, sempre às 22 horas.
Com direção de Pedro Antônio Paes e produção da Zola, a série marca a estreia de Gustavo Mendes no Multishow. Na pele do zelador Belmiro, ele protagoniza a série ao lado de Fernando Caruso - que dá vida ao porteiro Gilmar - e de Márcia Cabrita, que interpreta a Síndica. Com um formato inspirado no clássico da TV Brasileira A Praça É Nossa, a atração teve seu roteiro baseado em esquetes de humor, em que seus personagens têm conflitos e diálogos passados na portaria do prédio Treme Treme. No elenco, estão alguns nomes revelados pelo Multishow no Prêmio Multishow de Humor, como Rafael Mazzi interpretando o sucesso Jaquisom David, e Gigante Léo, além de novos humoristas e comediantes veteranos, como Alexandre Scapini, Larissa Câmara e Bia Guedes, Caíke Luna e Felipe Ruggeri.
A temporada recebeu personagens que fizeram a história da comédia brasileira, como a diarista Filó (Gorete Milagres), Nerso da Capitinga (Pedro Bismarck) e Juninho Play' (Samantha Schmütz). Humoristas como Tom Cavalcante, Ary Toledo, Ceará, Sérgio Mallandro, Marcus Majella, Gabriel Louchard, Paulinho Gogó, Paulinho Serra, Dani Valente e Marcelo Marrom também fazem participações especiais.
Ao longo das cinco semanas de exibição dos episódios inéditos de Treme Treme, mais de 10 milhões de telespectadores assistiram ao programa e a atração é listada como um dos sucessos do canal, que conquistou sua melhor em 2016.

### 2ª temporada
Em março de 2017, o Multishow anunciou a estreia da nova temporada de Treme Treme, que aconteceu no dia 17 de abril do mesmo ano. Com produção da Fábrica, a segunda temporada cresceu para 30 episódios, a série continuou sendo exibida no mesmo horário. Novos personagens entraram para o elenco fixo, como a cantora fanha Fifiane (Simone Gutierrez), a metódica Socorro (Juliana Guimarães) e o gringo Steve (Felipe Gracindo). A trama continuou focada nos encontros entre os personagens na portaria do Treme Treme, mas seis episódios da temporada giraram em torno da reunião de condomínio
O episódio de estreia contou com a participação de Ceará, em uma de suas imitações mais famosas: Marília Gabriela. Ary Toledo, Samantha Schmütz, e Rodrigo Sant'Anna também participaram da temporada. O porteiro Belmiro é o primeiro a ser entrevistado e o tumulto está armado em “Treme Treme”. A relação conflituosa entre Belmiro e a Síndica (Márcia Cabrita) também volta com força total, quando ela pede para o seu funcionário imitar as cantoras Ana Carolina e Alcione.

### 3ª temporada
O Multishow anunciou que a nova temporada iria estrear dia 06 de junho de 2018. Infelizmente Márcia Cabrita faleceu e teve de ser substituída por Patrícya Travassos no papel da síndica. O diretor Pedro Antônio Paes foi substituído por Márcio Trigo. Surgiram novas esquetes que se passavam em ambientes como os quartos de Belmiro e Gagoberto, o apartamento da dona Eneida. Surgiram novos personagens como Tonico (primo do Belmiro), Jojoca, Mainha, Tássia, Professora Aurélia, Dra. Suslane, Seu Pirarucu, dona Fuxica e Bernadete, a irmã de Gagoberto . Os personagens do edifício que permaneceram nesta temporada sofreram algumas mudanças

## Enredo
Treme Treme é o prédio mais animado do Brasil. Gilmar (Fernando Caruso) e Belmiro (Gustavo Mendes) comandam essa portaria onde as figuras mais malucas se encontram. Só corre para não dar de cara com a síndica Maura (Márcia Cabrita/ Patrícya Travassos), que adora dar ordem para qualquer um que passar.

## Elenco
| Ator                  | Personagem            | Temporadas | Temporadas | Temporadas | Temporadas | Temporadas | Temporadas |
| Ator                  | Personagem            | 1ª 2015    | 2ª 2017    | 3ª 2018    | 4ª 2019    |            |            |
| --------------------- | --------------------- | ---------- | ---------- | ---------- | ---------- | ---------- | ---------- |
| Gustavo Mendes        | Belmiro               |            |            |            |            |            |            |
| Márcia Cabrita        | Maura Moura (Síndica) |            |            |            |            |            |            |
| Patrícya Travassos    | Maura Moura (Síndica) |            |            |            |            |            |            |
| Rafael Mazzi          | Jaquisom David        |            |            |            |            |            |            |
| Caike Luna            | Gagoberto             |            |            |            |            |            |            |
| Caike Luna            | Baby Bobolete         |            |            |            |            |            |            |
| Caike Luna            | Belmira               |            |            |            |            |            |            |
| Caike Luna            | Margô                 |            |            |            |            |            |            |
| Caike Luna            | Inocencia             |            |            |            |            |            |            |
| Caike Luna            | Bernadete             |            |            |            |            |            |            |
| Larissa Câmara        | Maria de Fátima       |            |            |            |            |            |            |
| Bia Guedes            | Maria Eduarda         |            |            |            |            |            |            |
| Léo Castro            | Baiano                |            |            |            |            |            |            |
| Mariana Cabral        | Sylmara Ciumenta      |            |            |            |            |            |            |
| Alexandre Scapini     | Dona Eneida           |            |            |            |            |            |            |
| Lindsae               | Rosie a domestica     |            |            |            |            |            |            |
| Fernando Caruso       | Gilmar                |            |            |            |            |            |            |
| Renata Castro Barbosa | Barbie                |            |            |            |            |            |            |
| Eros Prado            | Jiji                  |            |            |            |            |            |            |
| Simone Gutierrez      | Fifiane               |            |            |            |            |            |            |
| Simone Gutierrez      | Doutora Cris          |            |            |            |            |            |            |
| Juliana Guimarães     | Socorro               |            |            |            |            |            |            |
| Felipe Gracindo       | Steve                 |            |            |            |            |            |            |

### Personagens
- Belmiro (Gustavo Mendes) - É o zelador fofoqueiro do Treme Treme. Era bastante gordo nas três primeiras  temporadas. Na quarta aparece magro, mas continua sendo zoado por todos, incluindo a sua mãe, Dona Belmira.
- Gilmar (Fernando Caruso) - O porteiro gosta de mostrar serviço, mas é um tanto ranzinza.
- Maura (Márcia Cabrita † (temporadas 1–2); Patrícya Travassos (a partir da temporada 3)) - A síndica que manda no prédio e adora dar ordens absurdas para os seus funcionários .
- Jaquisom David (Rafael Mazzi) - é um estranho garotinho de cinco anos, cuja imaginação fértil faz com que ele seja qualquer coisa.
- Gagoberto (Caike Luna) -  É um o faxineiro gago, que tem dificuldades para se comunicar com seus superiores.
- Margô (Caike Luna) - É uma mulher neurótica com mania de perseguição.
- Baby Bobolete (Caike Luna) - Veio do interior para trabalhar em São Paulo como cabeleireira, mas acaba só lavando cabelos das clientes.
- Belmira (Caike Luna) - É a mãe superprotetora do zelador Belmiro. Bem, nem tanto, na verdade ela sempre fica dando bronca no filho e se irrita quando acha que ele fez alguma besteira e sempre bate nele com a sua bolsa. Ela também considera o seu filho o maior perdedor.
- Maria de Fátima (Larissa Câmara) - Uma das vocalistas da dupla sertaneja As Três Marias.
- Maria Eduarda (Bia Guedes) - Uma das vocalistas da dupla sertaneja As Três Marias.
- Baiano (Léo Castro) - Taxista que conta seus vários traumas na portaria do Treme Treme. Seguindo o lema "Bahia correria", ele não gosta de esperar.
- Sylmara (Mariana Cabral) - tem ciúme até da própria sombra e vive querendo enquadrar o marido Gilmar.
- Dona Eneida (Alexandre Scapini) - Sempre pronta pra seduzir apesar da idade avançada.
- Fifiane (Simone Gutierrez) - Fifiane é uma cantora fanha que ganha todos os concursos de karaokê.